# Stemmiulus gilloni
Stemmiulus gilloni är en mångfotingart som först beskrevs av Jean-Paul Mauriès 1979.  Stemmiulus gilloni ingår i släktet Stemmiulus och familjen Stemmiulidae. Inga underarter finns listade i Catalogue of Life.